# 英东体育场
英东体育场位于中国广州市番禺区市桥繁華路，建筑面积2.3万平方米，由香港商人霍英东出资兴建。场内建有标准足球场（105x68m）及田径跑道，是一座综合性体育场。其整体呈椭圆型，设观众座位14818个，看台下层设有功能室及贵宾室。英东体育场曾于1991年及2001年先后承办了首届女足世界杯及九运会足球比赛。2010年，英东体育场亦是广州亚运会的比赛场馆。
22°56′45.27″N 113°21′08.15″E / 22.9459083°N 113.3522639°E